# Пирамида G1-a
G1-a (также G1a, G1 a, GIa и пирамида Хетепхерес I) — одна из четырёх пирамид-спутниц пирамиды Хеопса. Расположена на территории восточных гробниц с восточной стороны пирамиды Хеопса в Некрополе Гизы. Является самой северной из четырёх пирамид цариц. Построена во времена IV династии для матери Хеопса Хетепхерес I. Открыта археологом Марком Ленером, который изначально полагал, что она принадлежит царице Мерититес I. Размер основания пирамиды 49,5 м, высота 30,25 м. В настоящее время пирамида на 2/3 ниже от первоначальной высоты.

## Галерея
- План пирамиды
- План по Ленеру
- План восточных гробниц
- Погребальная камера